# 149 a.C.
Il 149 a.C. (CXLIX a.C. in numeri romani) è un anno  del II secolo a.C.

## Eventi
- Manio Manilio Nepote, Lucio Marcio Censorino diventano consoli della Repubblica romana.
- Cartagine dichiara guerra a Massinissa di Numidia senza il consenso romano: è l'inizio della terza guerra punica.
- Macedonia: il condottiero Andrisco, spacciandosi per figlio di Filippo V, tenta invano una rivolta contro Roma (quarta guerra macedonica).

## Morti
- Marco Porcio Catone, politico, generale e scrittore romano
- Prusia II, re